# Keith Moon
Keith John Moon, angleški glasbenik, skladatelj, glasbeni producent, bobnar in igralec, * 23. avgust 1946, Harlesden, London, Anglija, † 7. september 1978, London.
Moon je bil bobnar skupine The Who in skupine Plastic Ono Band. Zelo znan je po svojem zmešanemu stilu bobnanja, posledica katerega je dejstvo, da je le redkokateri (če sploh) set bobnov cel zapustil njegove diabolične roke. Rock skupini The Who se je pridružil, ko je bil star le 17 let. Celo življenje je bil velik oboževalec Beach Boysov.
Čeprav je najbolj znan po svojem bobnanju, je bil tudi igralec (Tommy, Stardust), skladatelj (Cobwebs And Strange, I Need You) in producent.